# 回旋共振
回旋共振（cyclotron resonance），或回旋谐振，描述的是外力与磁场中带电粒子的相互作用所产生的共振的现象。其得名于回旋加速器，而回旋加速器的原理正是将一个交变电场的频率调谐至其回旋共振频率，在每个周期给予粒子一定的动能，如此可以将粒子加速到较高的速度。

## 回旋频率
回旋频率描述的是垂直于匀强磁场运动的带电粒子做圆周运动的频率。带电粒子磁场中在受到的洛伦兹力提供粒子做圆周运动所需的向心力：
{\displaystyle {\frac {mv^{2}}{r}}=qBv}
其中的 m 为粒子质量，q 为粒子电荷量，v 为粒子速度。半径 r 又叫做拉莫半径。
对上式代入圆周运动的频率 {\displaystyle f={\frac {v}{2\pi r}}} 可得
{\displaystyle f={\frac {qB}{2\pi m}}}
可化作角频率
{\displaystyle \omega =2\pi f={\frac {qB}{m}}}
值得注意的是，回旋频率与回旋半径以及粒子速度无关。